# 낙타거미목
낙타거미목(영어: Solifugae) 또는 피일목은 동물계, 절지동물문, 협각아문, 거미강에 속하는, '태양거미(영어: Sun spider)' 또는 '바람전갈(영어: Wind scorpion)', '낙타거미(영어: Camel spiders)'라고도 불리는 동물계의 한 목이다. 이 목은 153개의 속과 1,000 종이 넘는 종들을 포함한다. 이름에 거미가 들어감에도 불구하고, 완전한 거미나 완전한 전갈의 형태와는 차이를 보인다. 대부분의 거미들과 비슷하게 낙타거미 또한 두흉부와 후체부에 두개의 합체절이 있다. 두흉부는 종 대부분에서 눈에 띄게 큰 두 개의 앞쪽 끝 협각을 지탱한다. 협각은 턱의 역할을 하며 많은 종들에서 울음소리를 내기 위해 사용된다. 전갈과 다르게 꼬리에 세번째 협각을 갖지 않는다. 피일목의 대부분의 종들은 건조한 기후에서 서식하며, 육지에서 서식하는 절지동물과 작은 동물들을 먹이로한다. 가장 큰 종은 다리를 포함하여 12-15cm까지 자란다. 많은 도시전설에서 낙타거미의 크기와 속도, 인간에 대한 잠재적인 위험을 과장해서 말하는데, 이것은 사실과는 다른, 어디까지나 도시전설의 이야기이다.

## 해부학적 구조

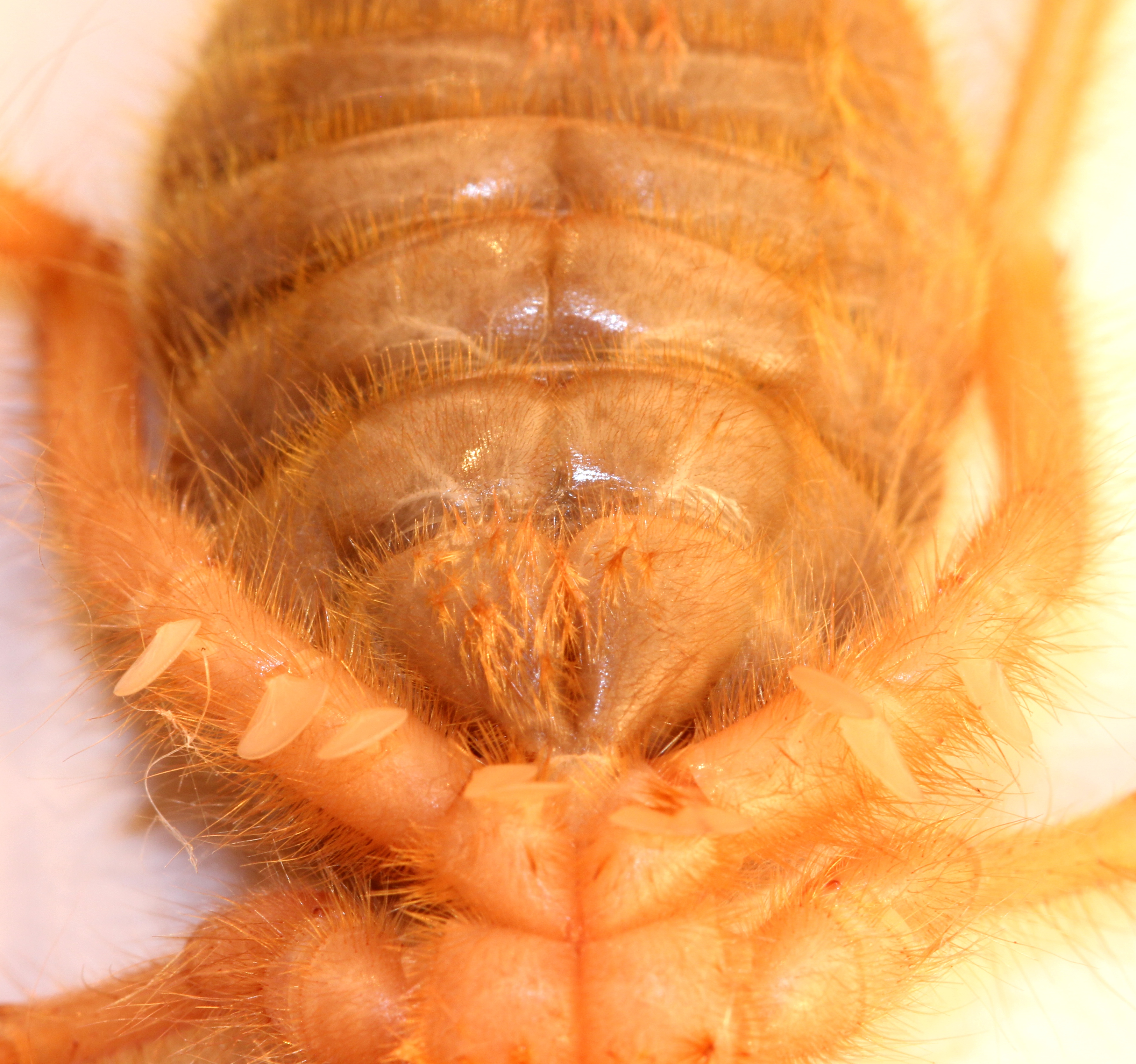
낙타거미의 복측, 호흡 구멍이 보인다.

피일목은 몸길이가 작게는 ㎜단위부터 크게는 ㎝단위까지 존재한다. 큰 종들은 다리를 포함하여 12-15 cm정도이다. 실제로는 각 종들마다 다리 길이가 각각 다르기 때문에 결과적인 수치는 오해의 소지가 있을 수 있다. 이 때문에 실질적으로는 다리 길이와 별도로 몸길이를 사용한다. 몸 길이는 최대 7cm이다.
거미목과 마찬가지로, 낙타거미 또한 두개의 주 합체절을 가진다. 앞에 있는 전체부는 두흉부이고, 뒤에 있는 후체부는 열 구획으로 나뉜 복부이다. 낙타거미의 전체부와 후체부는 거미목의 거미에서 나타나는 수축과 연결관 또는 "pedicel"과는 달리 분명하게 분리되지 않는다.
pedicel이 부족한 것은 거미와 낙타거미의 또 다른 차이점으로 낙타거미가 방적 돌기와 실크를 모두 가지고 있지 않고 거미줄을 치지 않는다는 것을 의미한다. 거미는 방적 활동에 있어서 복부에 상당한 이동성이 필요하지만 낙타거미는 그럴 필요가 없다.
전체부는 머리, 구기, 다리들과 각수를 견디는 몸마디로 이루어져있다. 다른 이름인 "두흉부"는 전체부가
곤충으로 치면 머리와 가슴을 이루는 부위를 포함한다는 사실을 반영한다. 전체부는 두 개의 명확한 체절로 나뉘지는 않지만 눈과 턱을 지탱하는 큰 비교적 명확한 앞 쪽의 등껍질(영어: antrier carapaece)가진다. 두흉부와는 다르게 작은 엉덩이 부분은 다리를 지탱한다.
게벌레와 장님거미 같이 낙타거미는 서폐가 없는 대신 여러 개의 숨구멍으로 공기를 들이마시고 내쉬는 잘 발달한 기관계를 가진다. 숨구멍은 두 번째와 세 번째 걷는 다리 쌍의 사이에 한 쌍, 복부의 세 번째와 네 번째 구획 사이에 두 쌍, 다섯 번째 복부 구획에 짝 없이 한 개가 있다.

### 협각

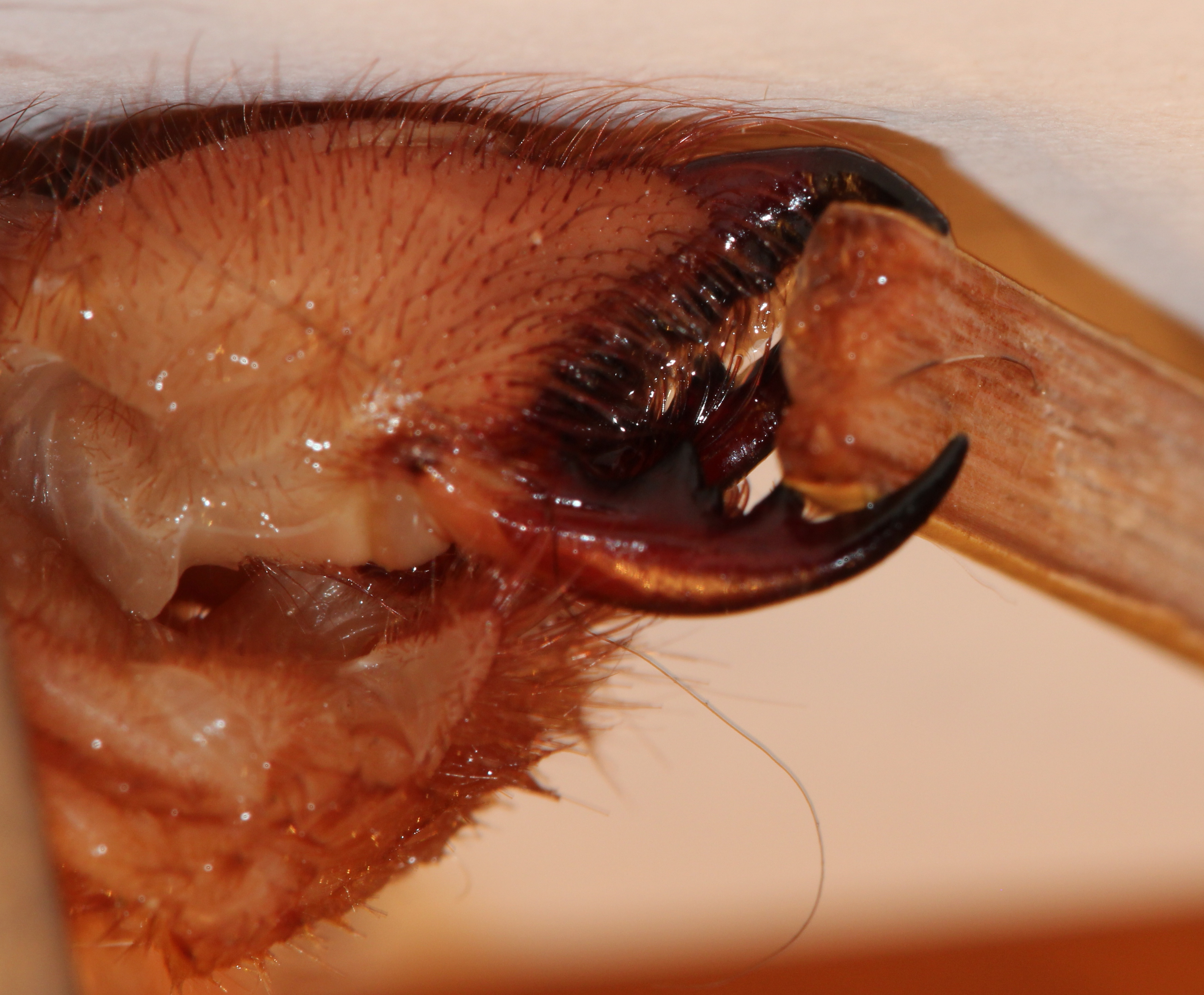
협각의 측면, 이빨과 절삭날이 보인다.

낙타거미의 가장 두드러진 특징 중 하나는 많은 종에서 협각이 두흉부보다 크다는 것이다. 게와 비슷한 집게를 형성하는 강력한 두 개의 협각들은 각각 하나의 관절로 연결된 부분인 연결부를 가지는 데, 각각의 연결부는 종에 따라 다양한 수의 이빨을 지탱한다. 많은 종들의 턱은 척추동물 먹이로부터 머리카락 또는 깃털을 자르고, 작은 새 같은 얇은 뼈나 피부를 찢어버릴 수 있을 정도로 강력하다. 많은 피일목들이 협각을 이용해 운다.

### 다리와 각수

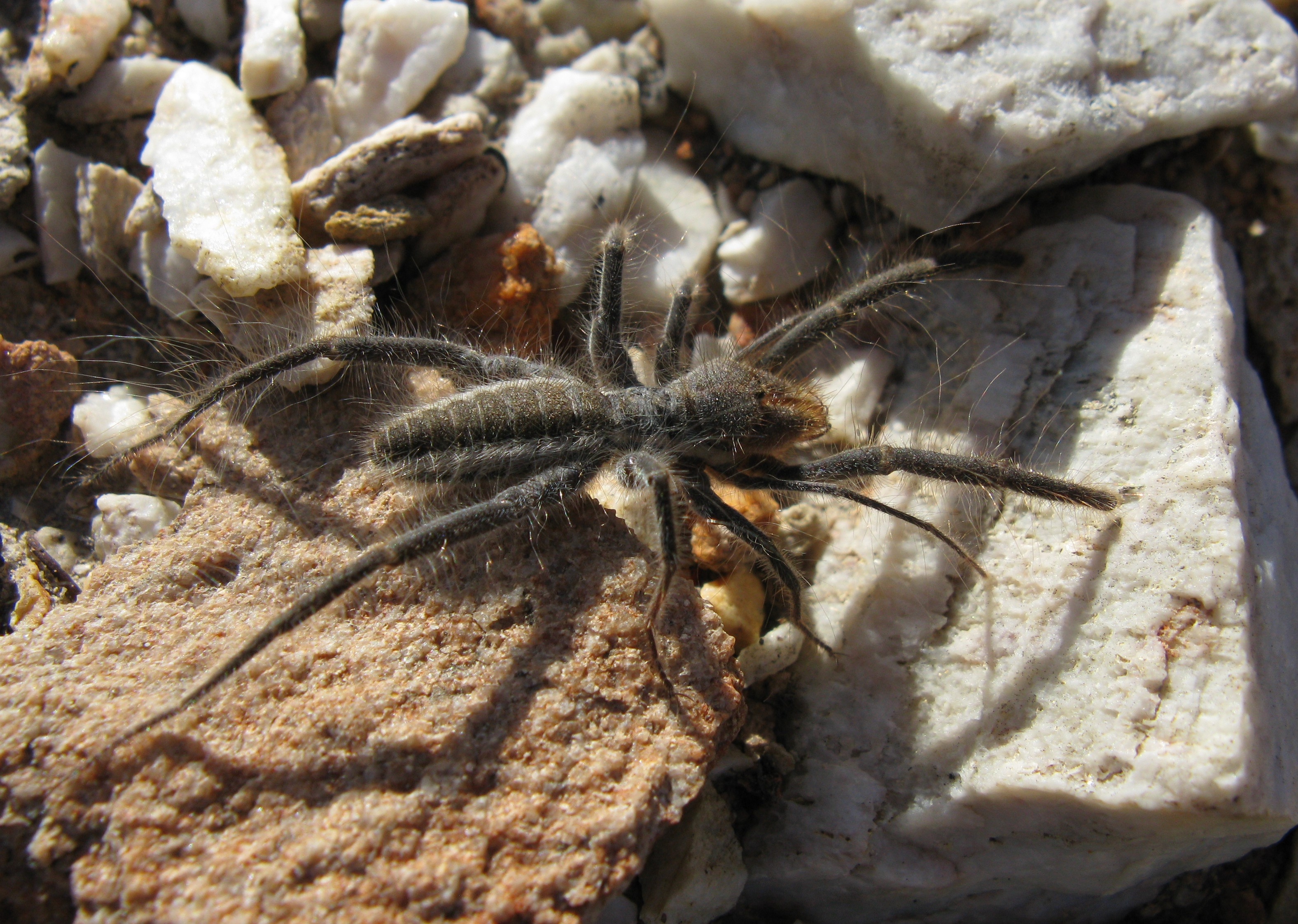
남아프리카 벨트 안의 수컷 낙타거미. 낙타거미의 편모는 마치 크고 뒤로 휘어지는 억센털처럼 보이며, 턱의 끝 부분 근처에서 보인다. 대부분의 종들처럼 낙타거미는 촉각 센서 역할을 하는 각수를 땅으로부터 멀리 떨어트려놓으며, 각수는 거의 땅을 건드리지 않는다.

다른 대부분의 거미강들과 같이 낙타거미는 다섯 쌍의 다리를 가지는 것처럼 보이지만, 사실 오직 뒤 쪽의 네 쌍만이 진짜 '다리'이다. 각각의 '다리'들은 기절, 전절, 퇴절, 무릎마디, 종아리마디, 척절, 부절이라는 7개의 구획을 가진다.
다 섯쌍의 다리같은 부속물들 중 첫번째, 즉 앞에 것은 진짜 다리가 아닌 각각 다섯 개의 구획만을 가지는 '각수'이다. 피일목의 각수는 부분적으로 곤충의 더듬이와 비슷한 감각기관으로 기능하며, 이외에도 이동, 사냥, 싸움에 사용한다. 일반적으로 이동할 때, 각수는 바닥을 거의 건드리지 않지만. 무언가를 붙잡고 이동해야 할 때나, 먹이를 붙잡을 때는 각수를 사용한다. 이런 관점에서 보면 각수는 여분의 다리 또는 팔처럼 보이기도 한다. 피일목이 촉각에 크게 의존하는 것을 반영하듯이 앞쪽의 진짜 다리는 뒤쪽의 세 쌍보다 보통 더 작고 얇다. 더 작은 앞 쪽 한 쌍의 다리는 주로 각수의 감각을 보조하는 역할을 하고, 많은 종들에서 각수는 그에 맞춰 부절이 없다. 각수의 끝 부분은 날아다니는 먹이를 잡을 때 사용할 것이고 일부 종들은 부드러운 표면을 타고 올라갈 때 사용하는 들러붙고 바깥쪽으로 뒤집을 수 있는 기관을 지탱한다.

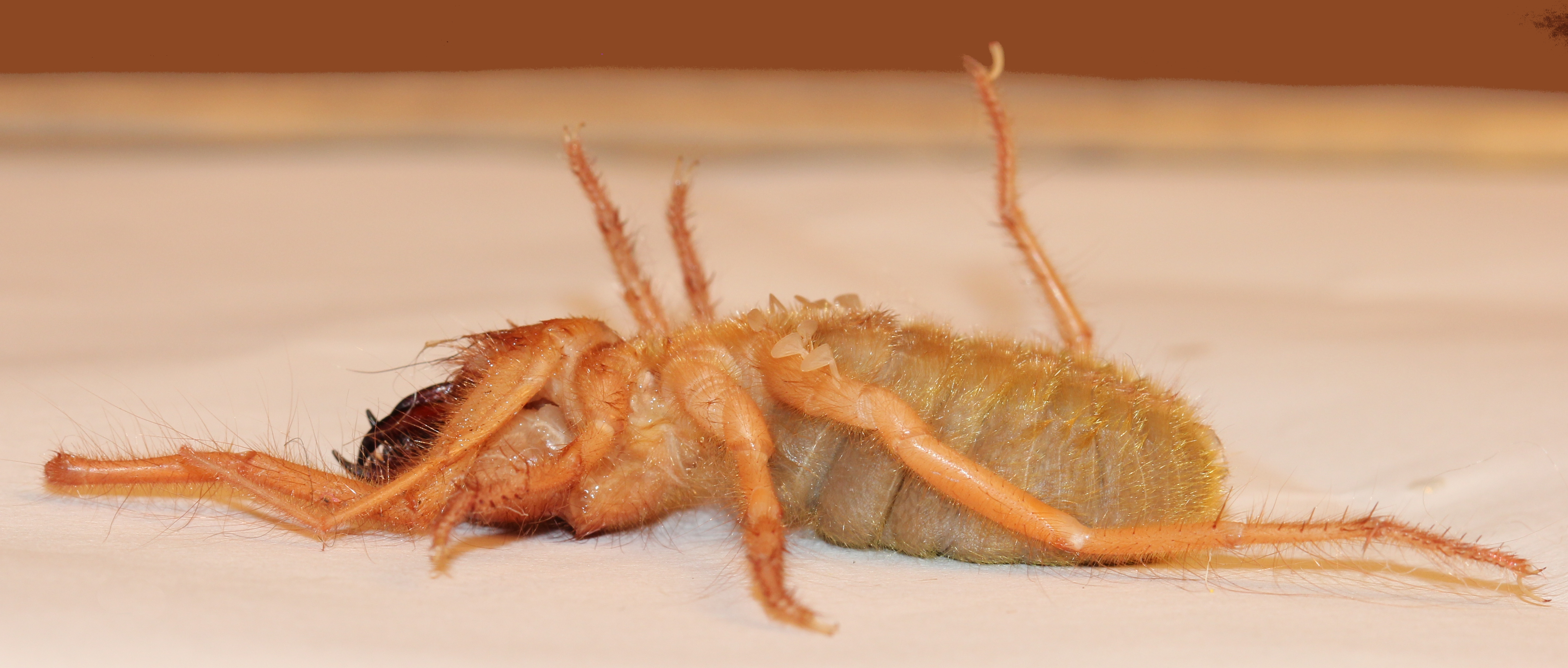
뒤 쪽 다리 쌍의 밑의 malleoli가 보이는 Solpugidae과의 암컷

대부분의 상황에서 오직 뒤 쪽 세 쌍의 다리만이 이동하는 용도로 사용된다. 피일목은 기절의 아랫부분과 마지막 다리쌍의 전절에 malleoli 또는 라켓 기관이라고 불리는 부채꼴 모양의 감각기관을 가진다. 때때로 malleoli의 날 부분들은 앞쪽을 향해지지만, 그렇지 않을때도 있다. Malleoli는 위협과 먹이 또는 짝을 찾기 위해 흙의 진동을 감지하는 감각 기관으로 예상된다. 이 구조물은 화학 수용체일지도 모른다.
수컷은 주로 암컷보다 작으며, 비교적으로 긴 다리를 가진다. 암컷과는 달리 수컷은 협각 하나 당 한 쌍의 편모를 가진다. 옆의 수컷 낙타거미의 사진에서 각각의 협각의 끝부분 근처에 하나씩 편모가 보인다. 협각의 뒤로 젖혀진 편모는 때때로 뿔이라고 불리며, 일부 성관계에 필요할 것이라 생각되지만 그 기능은 아직 완벽하게 밝혀지지않았다.

### 눈

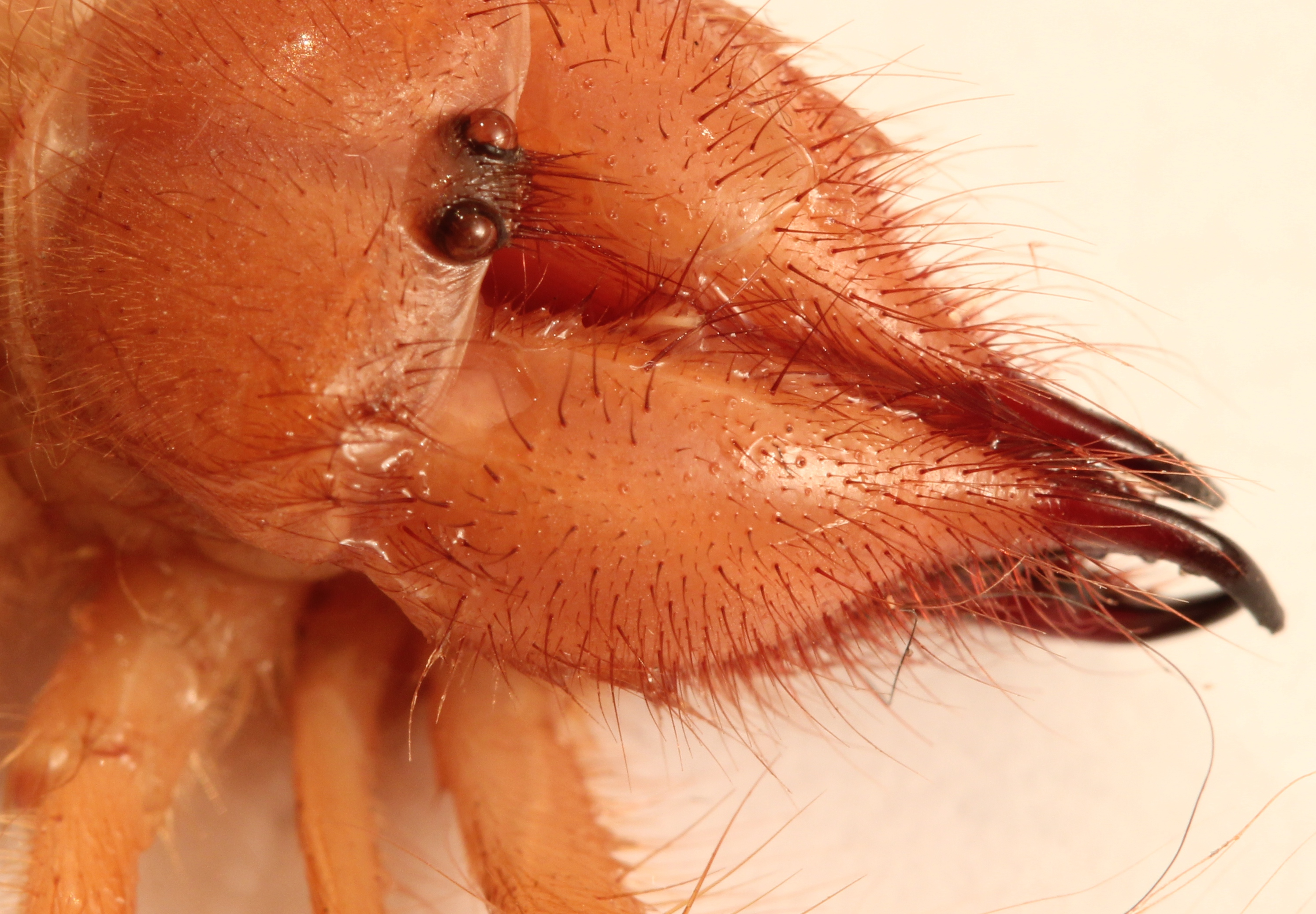
보호용 억센털이 있는 낙타거미의 눈

몇몇 종들은 중앙에 위치한 아주큰 눈을 가진다. 눈은 홑눈처럼 생겼으며 매우 정교하다. 형태를 알아보는 것이 가능하며, 사냥과 적들을 피할 때 사용된다. 눈의 내부구조는 단순한 홑눈의 집합체를 겹눈에 통합하고, 겹눈을 홑눈에 통합하는 단계를 나타낼 수 있다는 점에서 주목받는다. 그에 반해서 많은 종에서 측면의 눈은 없으며, 그나마 존재하는 것도 제대로 발달하지 못한 것이다.

## 하위과
낙타거미는 종종 거미와 혼동되기도 하지만, 거미목과는 완벽하게 다른 목을 이룬다. 피일목은 12개의 과, 153개 속, 1000종이 넘는 종을 포함한다.
- Ammotrechidae Roewer, 1934
- Ceromidae Roewer, 1933
- Daesiidae Kraepelin, 1899
- Eremobatidae Kraepelin, 1901
- Galeodidae Sundevall, 1833
- Gylippidae Roewer, 1933
- Hexisopodidae Pocock, 1897
- Karschiidae Kraepelin, 1899
- Melanoblossidae Roewer, 1933
- Mummuciidae Roewer, 1934
- Rhagodidae Pocock, 1897
- Solpugidae Leach, 1815
- †Protosolpugidae Petrunkevitch, 1953]

## 생태

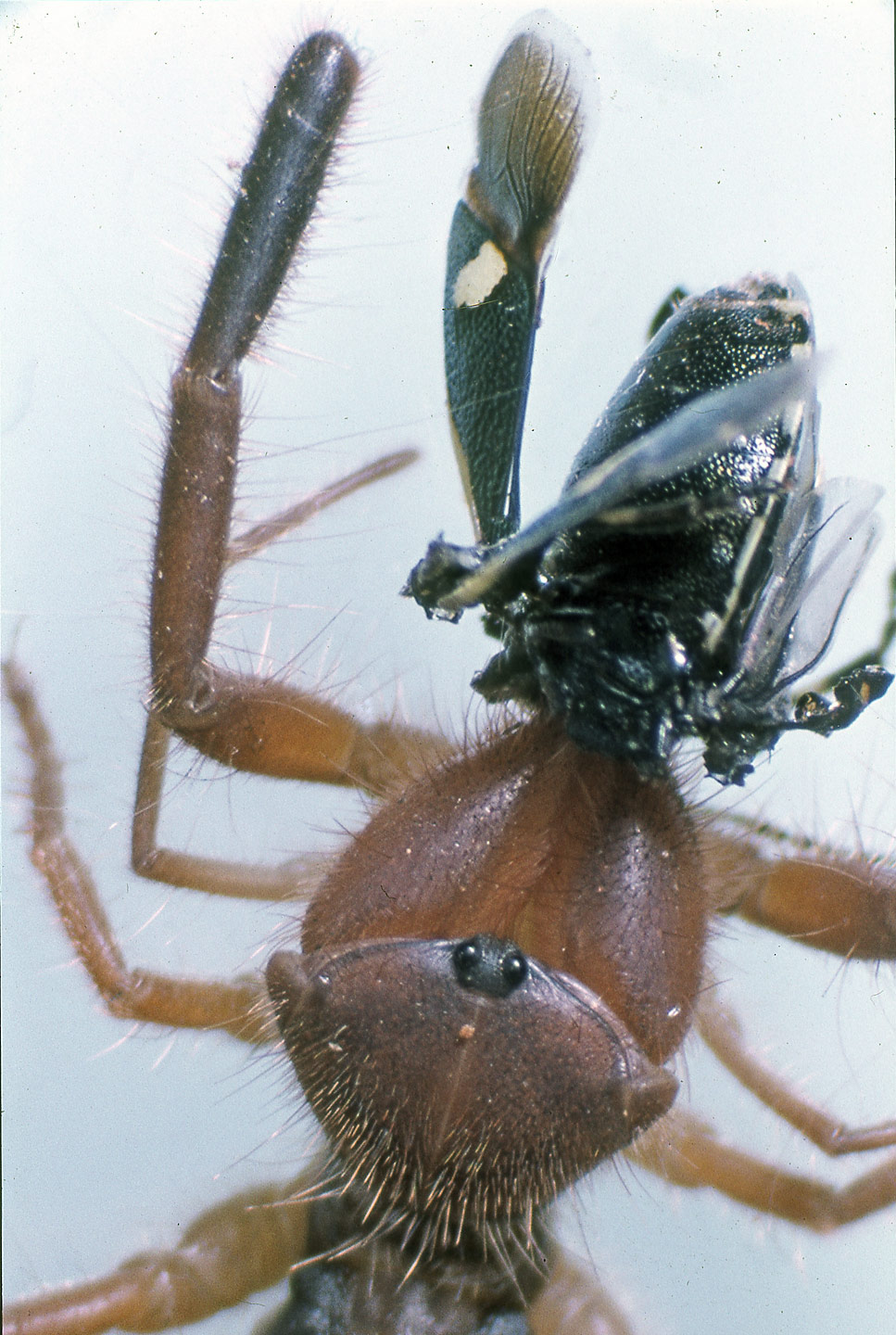
할리퀸노린재(Eurydema oleracea)를 먹는 Gluvia dorsalis

낙타거미는 사막 생물대 고유의 지표종으로 여겨지지만, 스텝 기후와 오스트리아 대륙의 가시 덤불 지대에서 광범위하게 발생한다. 몇몇 종들은 풀밭 또는 숲에서 서식하기도 한다. 낙타거미는 호주와 남극을 제외한 모든 대륙의 모든 따뜻한 사막과 관목지를 포함한 거의 모든 따듯하고 매우 건조한 재역에서 서식한다.
낙타거미는 대부분의 종들이 흰개미, 거저리 그리고 다른 작은 육상 절지동물들을 먹이로하는 육식성이거나 잡식성이다. 낙타거미가 뱀, 작은 도마뱀, 설치류를 먹는 모습이 기록되기도 했다. 먹이는 각수에 의해 잡혀 턱으로 토막으로 잘린다. 그 뒤 먹이는 액화되고 인두를 통해 섭취된다. 일반적으로 낙타거미는 사람을 공격하지 않지만, 낙타거미의 턱은 사람의 피부를 찢을 수 있으며, 상처는 고통스럽다고 보고된다.
큰틈새얼굴박쥐, 전갈, 두꺼미, 식충목과 같은 다양한 다른 생물들은 낙타거미를 먹이로한다.

## 한살이
피일목은 주로 일화성이다. 번식은 정자를 직접적인 방법 외에도 간접적으로 이동시켜 이루어진다. 간접적인 경우, 수컷은 정포를 바닥에 두고 턱으로 암컷의 생식공에 삽입한다. 그 뒤 암컷은 땅굴을 파고 그 안에 50-200개의 알을 낳는다. 몇몇 종들은 알이 부화할 때까지 알을 지킨다. 이 기간 동안 암컷은 아무것도 먹지 못하기 때문에 사전에 스스로 살을 찌우며, 연구실의 환경에서 5cm되는 한 종이 100마리가 넘는 파리를 이 기간 동안에 먹은 것이 관찰되었다. 낙타거미는 알, 후배, 9-10 단계의 님프, 성체를 포함하여 많은 발달 단계를 거친다.

## 어원
Solifugae라는 목명은 "태양으로부터 달아나는 것"이라는 뜻을 가진 라틴어로부터 유래되었으며, Solpugida, Solpugides, Solpugae, Galeodea, and Mycetophorae라는 이름으로도 알려져있다. 일반명으로는 태양거미, 바람전갈, 낙타거미 등으로 불린다.

## 낙타거미와 사람

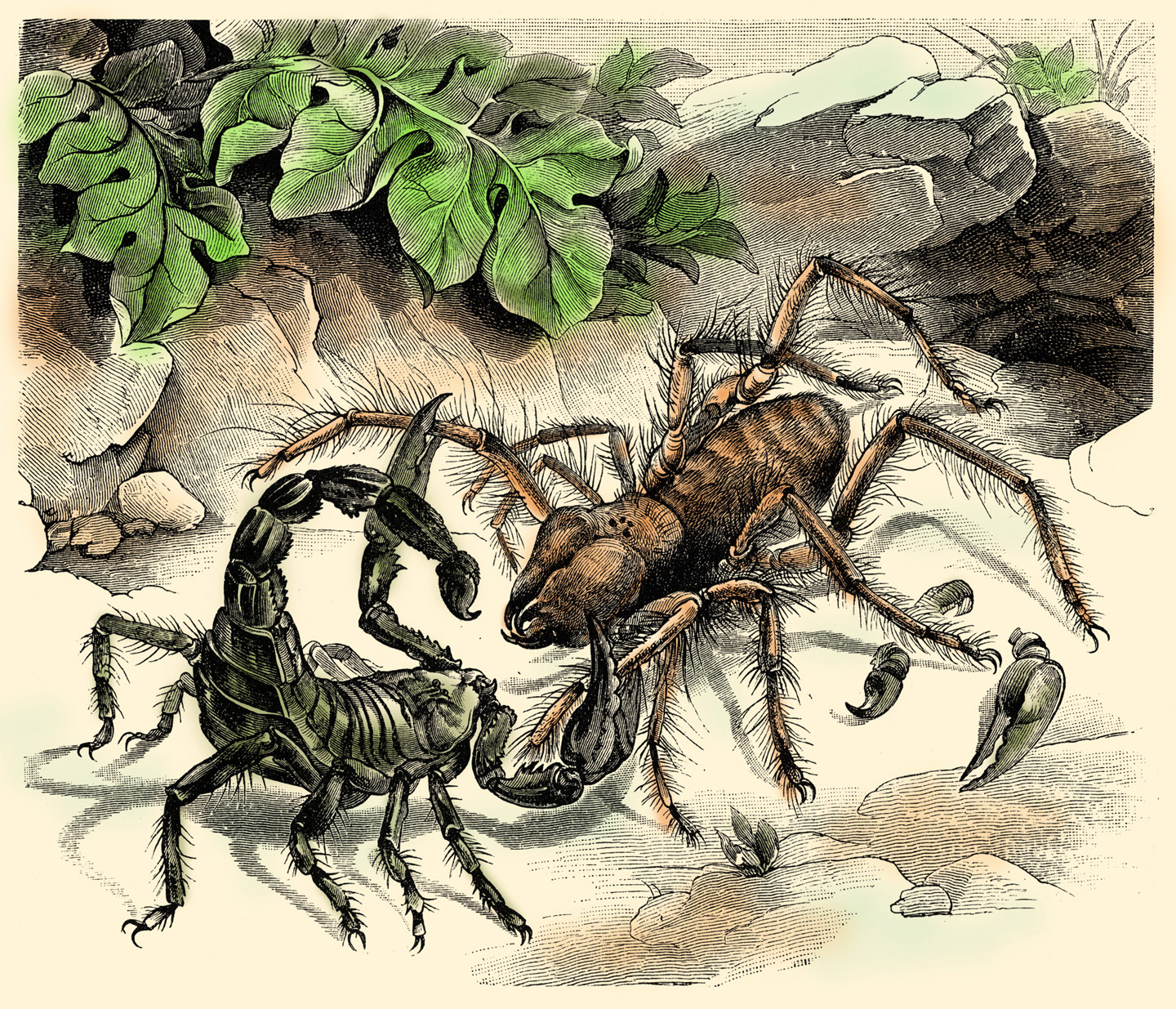
전갈 (왼쪽)과 싸우는 낙타거미 (오른쪽)

낙타거미는 고대부터 뚜렷하게 생물종으로 인식되고 있다. 그리스에서는 거미(고대 그리스어: ἀράχνη)와 낙타거미(고대 그리스어: φαλάγγιον)를 나눠 불렀다. 클라우디우스 아에리아누스(현대 그리스어: Κλαύδιος Αἰλιανός, c. 175 - c. 235 Ad)의 <동물의 본성에 관하여(De natura animalium)>에서 낙타거미는 전갈에 속한다고 잘 못 언급된다.

### 도시전설
낙타거미는 많은 전설들과 그들의 크기, 속도, 행동, 식욕, 치명적임의 과장에 대한 주인공이다. 낙타거미는 특별히 크지도 않고 가장큰 다리 폭도 약 12 cm정도이다. 낙타거미의 속도는 다른 무척추동물에 비해 육지에서는 빠르며 최고 속력은 시속 16 km로 가장 빠른 인간 단거리 주자의 반에 해당하는 속력과 가깝다.